# Barretos
Barretos est une ville brésilienne de l’État de São Paulo.
Barretos possède un aéroport (code AITA : BAT).

## Démographie
Sa population était estimée à 112 201 habitants en 2010. La municipalité s’étend sur 2 717 km2. La densité est de 72 hab./km2.
| Évolution de la population (municipalité) | Évolution de la population (municipalité) | Évolution de la population (municipalité) | Évolution de la population (municipalité) |
| Année                                     | Population                                |                                           | %±                                        |
| ----------------------------------------- | ----------------------------------------- | ----------------------------------------- | ----------------------------------------- |
| 1920                                      | 39 782                                    |                                           |                                           |
| 1940                                      | 39 870                                    |                                           | 0,2%                                      |
| 1950                                      | 50 249                                    |                                           | 26,0%                                     |
| 1960                                      | 59 204                                    |                                           | 17,8%                                     |
| 1970                                      | 65 574                                    |                                           | 10,8%                                     |
| 1980                                      | 72 768                                    |                                           | 11,0%                                     |
| 1991                                      | 95 414                                    |                                           | 31,1%                                     |
| 2000                                      | 103 913                                   |                                           | 8,9%                                      |
| 2010                                      | 112 101                                   |                                           | 7,9%                                      |
| 2022                                      | 122 485                                   |                                           | 9,3%                                      |
| ,                                         |                                           |                                           |                                           |

## Religion
Le christianisme est présent dans la ville comme suit:

### Église Catholique
L'église catholique de la commune fait partie du Diocèse de Barretos.

### Église Protestante
Les croyances évangéliques les plus diverses sont présentes dans la ville, principalement pentecôtistes, notamment les Assemblées de Dieu brésiliennes (la plus grande église évangélique du pays),, Congrégation Chrétienne au Brésil, entre autres. Ces dénominations se développent de plus en plus dans tout le Brésil.